# Saint-Pauloise Football Club
La Saint-Pauloise FC est un club de football réunionnais basé à Saint-Paul, sur l'île de La Réunion.

## Histoire
Le club naît en 2000 à la suite de la fusion de deux clubs saint-paulois : la SS Saint-Pauloise et l'Olympique de Saint-Paul. Il détient le plus grand nombre de licenciés : 1063.
En 2003, le club monte en D1P et perd en finale de la Coupe régionale de France contre l'USST, 1-0. La saison 2007 est cauchemardesque avec une relégation en D2R. Le club remonte en D1P la saison suivante avec le titre de champion de D2R. En 2010, la Saint-Pauloise remporte la Coupe régionale de France face à l'AS Excelsior. Au 7e tour de la Coupe de France, elle s'incline 1-0 contre Lannion. C'est en 2011 et lors de la dernière journée de D1P, que le club remporte le championnat en battant la Tamponnaise à l'extérieur 2-0. La Saint-Pauloise réalise le doublé en remportant la Coupe de la Réunion 1-0 (ap) face à la SS Saint-Louisienne. 
Le club a décidé de ne pas participer à la Ligue des champions de la CAF 2012 pour raison financière, mais participera à la 2e édition de la Coupe des clubs champions de l'océan Indien en 2012.
La saison 2012 est marquée par la défaite en finale de la Coupe des clubs champions de l'océan Indien face au Cnaps Sport (victoire 2-1 à l'aller) mais le club remporte la Coupe régionale de France face à la Jeanne d'Arc. Au 7e tour de la Coupe de France la Saint-Pauloise FC s'incline 3-2 (ap) à Dunkerque. 

## Palmarès
- Champion de La Réunion (2)
  - 2011, 2014
- Champion de La Réunion de D2R (1)
  - 2008
- Coupe régionale de France (2)
  - 2010, 2012
- Coupe de La Réunion (2)
  - 2006, 2011
- Coupe des clubs champions de l'océan Indien
  - Finaliste : 2012 et 2015
- Coupe de la confédération de la CAF (1)
  - Premier tour : 2007
- Championnat de France de beach soccer
  - Finaliste : 2010

## Personnalités

### Anciens joueurs
- Paulin Voavy  Madagascar
- Souleymane N'Diaye
- Philippe Var  France
- Eric Farro  France
- Bernard Lacollay  France
- Jérémy Basquaise

## Beach soccer
Le club participe chaque année au Championnat de France de beach soccer. Pour la première édition en 2010, la Saint-Pauloise FC remporte le championnat de la Réunion de beach soccer et dispute la phase finale à Marseille. Les hommes de Jean-Hugues Tossem s'inclinent en finale contre Marseille 12e (7-2).

### Sources
- Évelyne Combeau-Mari et Jérôme Ah-Yane, 100 ans de football à La Réunion, Saint-Denis (Réunion)/Saint-André (Réunion), Océan éditions, coll. « Histoire », juin 2006, 605 p. (ISBN 2-907064-81-9)
- « Les vestiaires du foot »